# Malý Ještěd
Malý Ještěd (754 m n. m., německy Moiselkoppe) je vrchol v okrese Liberec Libereckého kraje. Leží asi 1,5 km jjv. od Noviny na katastrálním území Novina u Liberce a Křižany. Je součástí Přírodního parku Ještěd.

## Geomorfologické zařazení
Vrchol náleží do celku Ještědsko-kozákovský hřbet, podcelku Ještědský hřbet, okrsku Kryštofovy hřbety, podokrsku Vápenný hřbet a části Maloještědský hřbet.

## Z historie
Na vrcholu stávala od roku 1906 dřevěná chata tzv. Jäckelova bouda. (Jäckelbaude), kterou otevřel vysloužilý voják Wenzel Jäckel. Po 2. světové válce byla Jäckelova rodina odsunuta a tím se první etapa historie uzavírá. Po válce následovali čeští provozovatelé: František Bašík, podnik Optika a Lesní správa, která nechala boudu v 60. letech zbourat, a tak neslavně ukončila téměř šedesátiletou historii tohoto odlehlého místa pod Ještědem.

## Přístup
Automobilem lze nejblíže dojet do Noviny či do Křižan. Přes Malý Ještěd (v severní blízkosti nejvyššího bodu) vede červená turistická značka spojující Tetřeví sedlo a Křižanské sedlo.

## Fotogalerie

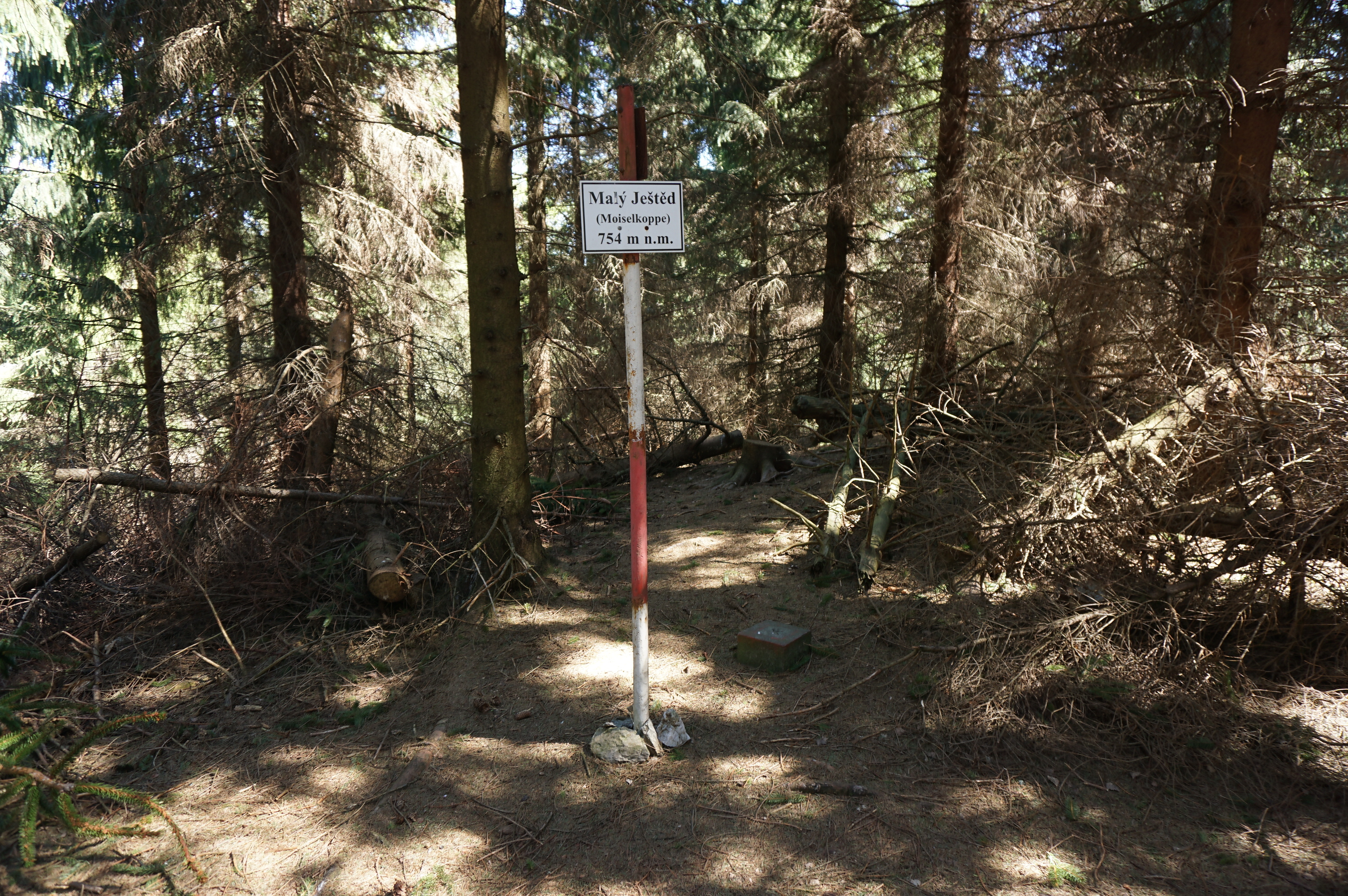
vrcholek hory s tabulkou
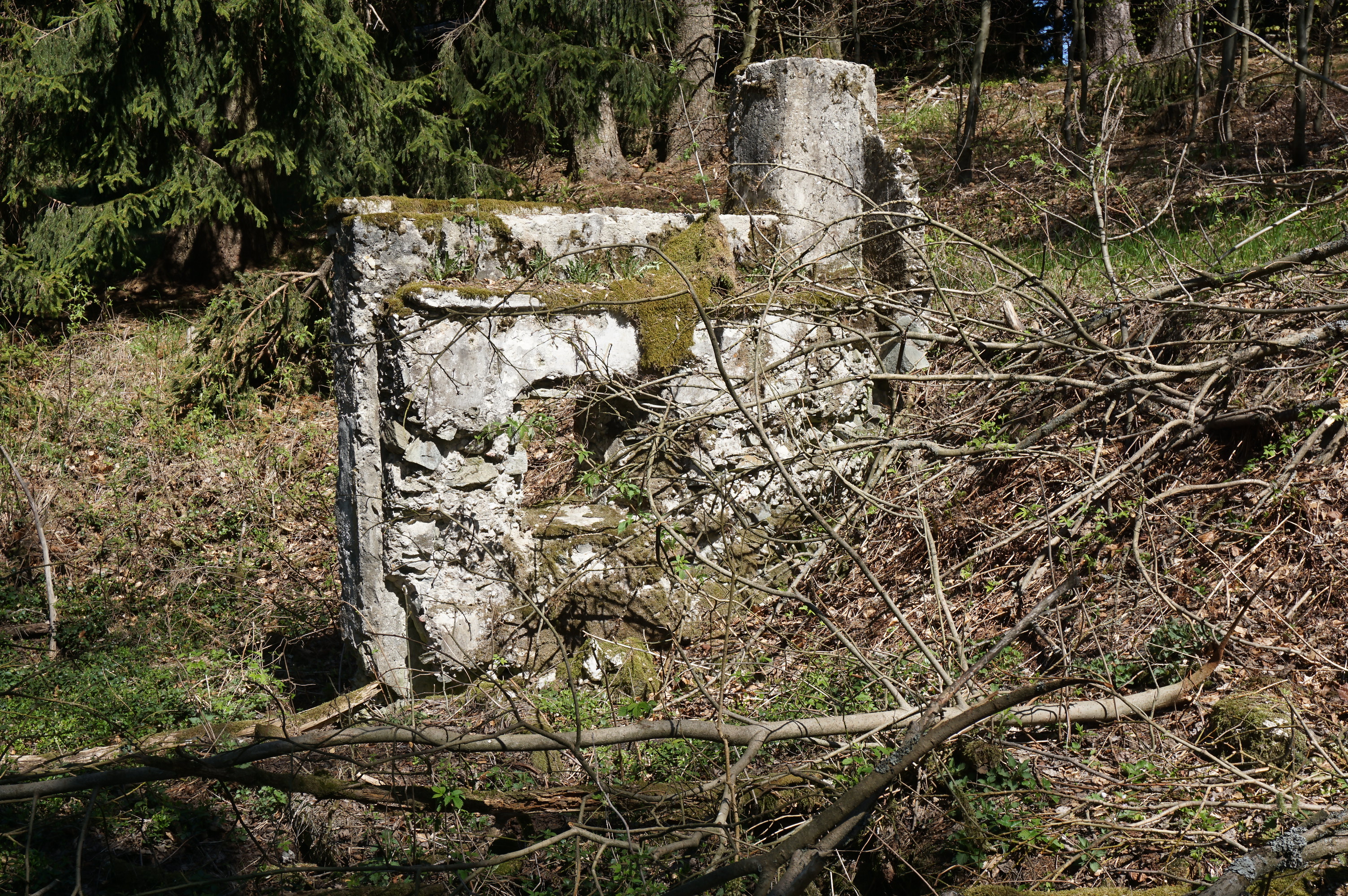
pozůstatky Jäckelovy boudy pod vrcholem
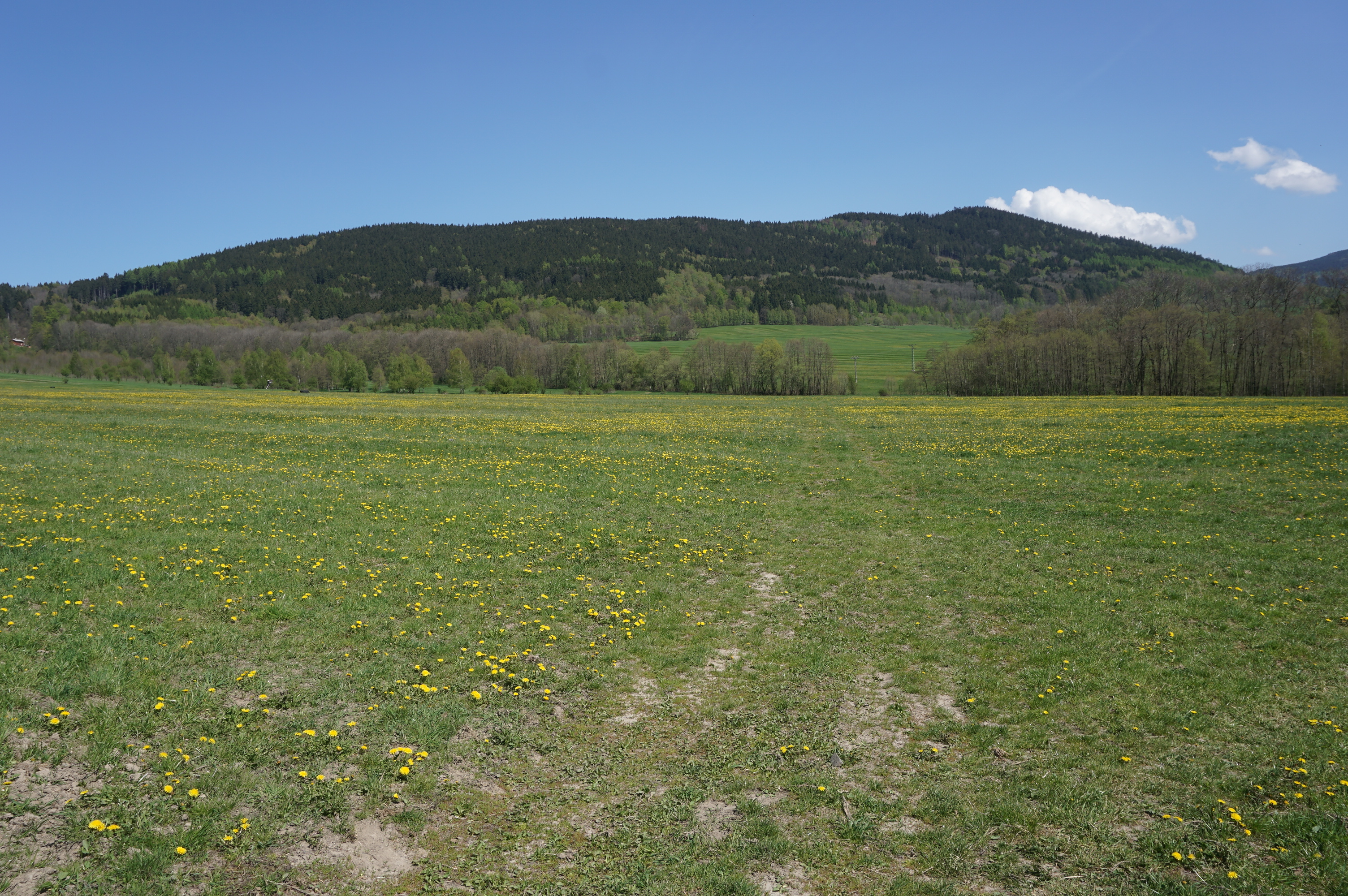
pohled z obce Křižany ze silnice od nádraží